# حزب سوسیال دموکرات (بریتانیا)
حزب سوسیال دموکرات (به انگلیسی: The Social Democratic Party) حزبی سیاسی در بریتانیای کبیر بود که از سال ۱۹۸۱ تا ۱۹۸۸ فعالیت می‌کرد. این حزب توسط چهار عضو ارشد پارلمان و از راست حزب کارگر منشعب شد. این چهار نفر که به «گروه چهار» معروف بودند شامل می‌شدند بر: روی جنکینز، دیوید اوون، بیل راجرز و شرلی ویلیامز. این اعضا معتقد بودند حزب کارگر زیادی به چپ چرخیده و به بعضی گرایش‌های تروتسکیستی در درون این حزب اعتراض داشتند.
در انتخابات عمومی ۱۹۸۳ و ۱۹۸۷ حزب سوسیال دموکرات با حزب لیبرال در ائتلافی انتخاباتی شرکت کرد. در سال ۱۹۸۸ اکثریت این حزب به حزب لیبرال پیوست تا «دموکرات‌های سوسیال و لیبرال» تشکیل شود که امروز به نام حزب لیبرال دموکرات شناخته می‌شود.